# Distrito Escolar Garvey
El Distrito Escolar Garvey (Garvey School District) es un distrito escolar de California. Tiene su sede en Rosemead. Las comunidades que cubre el distrito incluye la parte sur de Rosemead, la parte este de Monterey Park y la parte suroeste de San Gabriel. El distrito es afiliado al Distrito Escolar Unificado de Alhambra para los grados de preparatoria.

## Escuelas
Escuelas intermedias:
- Garvey Intermediate School
- Temple Intermediate School

Escuelas primarias:
- Bitely Elementary School
- Dewey Elementary School
- Emerson Elementary School
- Hillcrest Elementary School
- Marshall Elementary School
- Monterey Vista Elementary School
- Rice Elementary School
- Sanchez Elementary School
- Willard Elementary School